# Listă de sculptori cehi
Aceasta este o listă de sculptori cehi.

## B
- Božetěch
- Franta Belsky
- Matthias Bernard Braun
- Jan Brokoff
- Ferdinand Maxmilian Brokoff
- Michael Joseph Brokoff

## K
- Bohumil Kafka
- Otakar Kubín

## M
- Vincenc Makovsky
- Josef Václav Myslbek

## O
- Pavel Opocensky

## P
- Albin Polasek

## R
- Jaroslav Róna

## Š
- Jan Štursa

## V
- Lea Vivot

## Z
- Olbram Zoubek